# Amir Zakirov
Amir Zakirov (en kazajo: Әмір Вадимұлы Зәкіров; Petropavlovsk, 10 de octubre de 1997) es un deportista kazajo que compite en breakdance. Después de ganar múltiples competiciones de breakdance, incluido el Red Bull BC One de 2021, se clasificó para los Juegos Olímpicos de París 2024. Fue incluido en la lista Forbes Kazakhstan 30 Under 30 en 2022.

## Biografía
Nació el 10 de octubre de 1997 en Petropavlovsk, Kazajistán. Creció en una pequeña ciudad kazaja y le gustaba bailar, pero tenía oportunidades limitadas de hacerlo. Se formó de forma autodidacta en parkour antes de descubrir una clase breakdance en 2009. Olympics.com señaló:

Un día, mientras regresaba a casa caminando de la escuela, vio un cartel que anunciaba una escuela de breaking. Sintiendo que era su oportunidad, arrancó el cartel de la pared y se lo llevó a sus padres. "Robé este cartel para que otras personas no lo vieran", recuerda Amir, recordando lo mucho que significó para él el descubrimiento.

Fue apuntado a clases, utilizando el dinero limitado que tenía de la venta de cobre. Cuando ya no le alcanzaba, recurrió al dinero que le daban sus padres para el almuerzo escolar para asistir a clases; señaló: «Utilicé el dinero que me daban mis padres para el almuerzo en la escuela para pagar el descanso. Debido a esto, tenía dolores de estómago por no comer todo el día, lo que me hacía muy difícil concentrarme en la escuela, pero quería usar este dinero para el breaking». Finalmente, el maestro le permitió asistir gratis.
A los 16 años, Zakirov se graduó de la escuela y se mudó a Omsk en Rusia, luego a Moscú a los 20 años. En Rusia se unió al club Predatorz y a la crew PDVL. En 2020, ganó el torneo Legits Blast en Praga. Abrió el 2021 ganando el campeonato Unbreakable y el torneo Kazakhstan Cypher. Más tarde ese año, ganó el campeonato Red Bull BC One. Compitió en el campeonato mundial en 2022 y recibió ese año la selección para la lista Forbes Kazakhstan 30 Under 30. Ganó el torneo Breaking for Gold en Japón en 2023. Zakirov compitió en la Serie Clasificatoria Olímpica de 2024 y se clasificó para los Juegos Olímpicos de París 2024, donde se presentó el breakdance por primera vez.